# Televisión de Galicia
La Televisión de Galicia (Televisió de Galícia), també coneguda com A Galega (La Gallega), és un canal de televisió gallec que forma part de la Corporación de Radio e Televisión de Galicia (CRTVG). Les seves instal·lacions es troben a San Marcos, al municipi de Santiago de Compostel·la. Actualment disposa de diversos canals. TVG és el canal generalista, tvG2 és el canal inftantil, juvenil, cultural i esportiu, GaliciaTV América és el canal internacional per a Amèrica i GaliciaTV Europa el canal internacional per a Europa.

## Història i característiques
Les obres de la seva seu varen començar el 8 d'octubre de 1984, la dirección xeral de medios de comunicación (Direcció general de mitjans de comunicació) va haver de crear una xarxa de repetidors per la seva transmissió. Finalment, les seves emissions es varen inaugurar el 24 de juliol de 1985 a les 19:30 amb els actes de la seva inauguració i de nit amb la retransmissió dels actes del dia Nacional de Galícia. El 25 de juliol del 1985 va emetre la seva primera pel·lícula, el curtmetratge Mamasunción de Chano Piñeiro.
Després d'un període d'emissió de proves, en el qual es varen emetre més de 150 hores, començà a emetre amb normalitat l'1 de setembre d'aquell mateix any amb 39 hores d'emissió a la setmana. Actualment emet 168 hores per setmana i prop de 70% és de producció pròpia.
El 31 de desembre del 1996 la cadena Galeusca TV, de la qual també formaven part ETB i TV3, engega les seves emissions regulars via satèl·lit i el 17 de maig de l'any següent la TVG començà a emetre per internet. Quan va desaparèixer Galeusca, l'emissió internacional es feu mitjançant dels canals GaliciaTV América per a Amèrica i GaliciaTV Europa per a Europa.
La programació de TVG s'emet íntegrament en gallec, si bé alguns programes creats per a les cadenes internacionals són emesos en castellà, així com alguns anuncis. Tanmateix, la primera cadena de televisió que emeté en gallec, encara que parcialment, fou el Centre Territorial de TVE a Galícia.
La TVG forma part de la FORTA.

### La segona cadena
La segona cadena va arribar amb retard. En principi s'esperava per al 2005 i després per al 2006. A la fi d'aquell any es va començar a perfilar el projecte d'A sétima, es començà a emetre esports durant el cap de setmana i programació cultural, reemetent pel senyal de GaliciaTV América quan no tenia programació pròpia.
Finalment es va dir que es posaria en marxa el 25 de juliol de 2008, es va enrederir a octubre de 2008 i finalment es va estrenar el 2 de febrer de 2009.

### Imatge empresarial

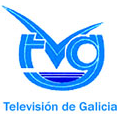
1985-1994
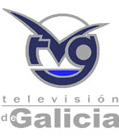
1994-1997
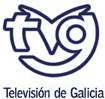
1997-2006
2006-actualitat